# Шурыгин, Павел Иванович
Павел Иванович Шурыгин (1899 — ?) — советский государственный и партийный деятель. Член КПСС с 1926 года.
Родился в деревне Малое Конделино Яранского уезда Вятской губернии. Подростком работал в Яранске на спичечной фабрике чернорабочим.
В 1919—1923 служил в Красной Армии. В Гражданскую войну воевал против Колчака и Деникина, участвовал в боях за взятие Екатеринбурга, Омска, Красноярска, Иркутска, в штурме Перекопа.
В 1923—1930 член Исполнительного комитета волостного Совета, председатель волостной земельной комиссии, судья сельского участка (Яранский уезд), народный судья Яранска, уполномоченный Вятского губернского Суда по Яранскому уезду, член Вятского окружного Суда. Далее занимал должности:
- 1930—1933 председатель Семёновского райисполкома (Нижегородский край)
- 1933—1939 председатель Нижегородского-Горьковского краевого-областного леспромхоза
- 1939—1941 начальник Управления Народного комиссариата юстиции СССР по Горьковской области
- 1941—1942 председатель Военного Трибунала Горьковской области
- 1942 — заместитель председателя Горьковского облисполкома по промышленности
- — 1945 1-й заместитель председателя Горьковского облисполкома
- 8.1945 — 10.1947 председатель Калужского облисполкома
- 3.10.1947 — 3.3.1953 председатель Мурманского облисполкома

Избирался депутатом Верховного Совета СССР 2 и 3 созывов.

## Награды
- Орден Трудового Красного Знамени (1943).
- медали «За оборону Москвы», «За победу над Германией в Великой Отечественной войне 1941—1945 гг.», «За доблестный труд в Великой Отечественной войне 1941—1945 гг.».